# Артур Фрідхайм
Артур Фрідгайм (англ. Arthur Friedheim; 26 жовтня 1859, Санкт-Петербург, Росія — 19 жовтня 1932, Нью-Йорк, США) — північноамериканський піаніст, диригент та композитор, був секретарем Ференца Ліста.

## Життєпис
Артур Фрідгайм народився 26 жовтня 1859 року в Санкт-Петербурзі в єврейській родині.
Музикою захоплюватися почав у вісім років. Закінчив Петербурзький університет, продовжив навчання музиці у Антона Рубінштейна, потім у Ференца Ліста, у якого деякий час був секретарем.
Від 1891—1895 роки Фрідгайм працював в США. Після цього деякий час провів в Лондоні і до 1904 року викладав в манчестерському музичному коледжі. Потім з 1908 по 1911 роки перебував у Мюнхені і остаточно оселився в США в 1915 році.
Працював в Канаді в Торонто, де в 1921 став професором канадської академії музики.
Помер 19 жовтня 1932 року в Нью-Йорку.
Однією з учениць Фрідгайма була Рілдія О'Брайен Кліберн — мати Ван Кліберн.